# Nelson Mandelabaai
Grootstedelijke gemeente Nelson Mandelabaai (Xhosa: uMasipala wase Nelson Mandela Bay, Afrikaans: Nelson Mandelabaai Munisipaliteit, Engels: Nelson Mandela Bay Municipality) is een Zuid-Afrikaanse grootstedelijke gemeente in de provincie Oost-Kaap, waarin de stad Port Elizabeth ligt. Ze heeft ruim 1 miljoen inwoners. 
De Nelson Mandelabaai-metropool ontstond in 2000 door samenvoeging van de stad Port Elizabeth en een deel van het omliggende gebied.

## Hoofdplaatsen
Het nationaal instituut voor de statistiek, Stats SA, deelt sinds de census 2011 deze gemeente in in 12 zogenaamde hoofdplaatsen (main place):
Bethelsdorp • Blue Horizon Bay • Clarendon Marine • Colchester • Despatch • iBhayi • KwaNobuhle • Motherwell • Nelson Mandela Bay NU • Port Elizabeth • Uitenhage • Woodridge.

## Politiek
De gemeente is vanouds gelegen op de grens van het gebied dat door kleurlingen en het gebied dat door Xhosa bewoond wordt. Dit is ook terug te zien in de bevolkingssamenstelling van de gemeente, met een relatief laag aandeel zwarte inwoners. En hoewel in 2006 nog twee derde van de bevolking op het ANC stemde, was dit in 2009 bij de nationale parlementsverkiezingen verminderd tot 50,14%, terwijl het van het ANC afgescheiden Congress of the People (COPE) 17% van de stemmen behaalde.
Bij de stadsraadsverkiezingen van 2011 werd dan ook fel campagne gevoerd om Nelson Mandelabaai. De Democratische Alliantie hoopte hier, in navolging van Kaapstad en met steun van COPE, een tweede grootstedelijke gemeente van het ANC over te nemen. Uiteindelijk wist het ANC echter de volstrekte meerderheid nipt te behouden, met 52% van de stemmen.
| Stadsraadsverkiezingen 18 mei 2011                       | Stadsraadsverkiezingen 18 mei 2011 | Stadsraadsverkiezingen 18 mei 2011 | Uitslag 2006 | Uitslag 2006 |
| -------------------------------------------------------- | ---------------------------------- | ---------------------------------- | ------------ | ------------ |
| Partij                                                   | Stemmen in %                       | Zetels                             | Stemmen in % | Zetels       |
| ANC                                                      | 52,13                              | 63                                 | 66,53        | 81           |
| Democratic Alliance/Demokratiese Alliansie               | 40,24                              | 48                                 | 24,39        | 30           |
| Congress of the People                                   | 4,95                               | 6                                  | -            | -            |
| United Democratic Movement                               | 0,54                               | 1                                  | 0,88         | 1            |
| Pan Africanist Congress of Azania                        | 0,52                               | 1                                  | 0,73         | 1            |
| African Christian Democratic Party                       | 0,36                               | 1                                  | 0,76         | 1            |
| Vryheidsfront Plus                                       | 0,20                               | 0                                  | 1,13         | 1            |
| United Independent Front                                 | 0,06                               | 0                                  | 0,46         | 1            |
| Independent Democrats (opgegaan in DA)                   | -                                  | -                                  | 2,51         | 3            |
| Congress Movement of the Coloured People in South Africa | -                                  | -                                  | 0,67         | 1            |
| Overige partijen                                         | 1,00                               | 0                                  | 1,94         | 0            |
| Opkomst                                                  | 64,65                              | 120                                | ?            | 120          |

Bij de stadsraadsverkiezingen van 2016 werd weer fel campagne gevoerd om Nelson Mandelabaai. De Democratische Alliantie heeft de tweede grootstedelijke gemeente van het ANC afgenomen. 